# Krzyż Waleczności (Australia)
Krzyż Waleczności (ang. Cross of Valour, skr. CV) – najwyższe australijskie odznaczenie cywilne ustanowione 14 lutego 1975. Otrzymać je można jedynie za czyny wybitnej odwagi w okolicznościach najwyższego zagrożenia („only for acts of the most conspicuous courage in circumstances of extreme peril”), może być przyznane pośmiertnie. Odznaczenie do 2006 przyznano 5 razy. 
W australijskiej kolejności starszeństwa odznaczeń zajmuje miejsce bezpośrednio po brytyjskim Krzyżu Jerzego, a przed również brytyjskim Orderem Podwiązki.
Osoby odznaczone tym medalem mają prawo umieszczać po swoim nazwisku litery „CV”.
Jest pierwszym medalem w hierarchii australijskich odznaczeń cywilnych przyznawanych za odwagę:
1. Krzyż Waleczności (CV),
2. Gwiazda Odwagi (SC),
3. Medal za Odwagę (BM),
4. Pochwała za Odważne Zachowanie,

dodatkowo istnieje zbiorowa Cytacja Odwagi Grupowej.